# Елинор Хибърт
Елинор Хибърт (на английски: Eleanor Hibbert) е английска писателка, авторка на исторически трилъри, исторически и любовни романи, и криминални романи.
Пише под псевдонимите Елинор Бърфорд (на английски: Eleanor Burford), Виктория Холт (на английски: Victoria Holt), Джейн Плади (на английски: Jean Plaidy), Елбър Форд (на английски: Elbur Ford), Катлийн Келоу (на английски: Kathleen Kellow), Елалис Тейт (на английски: Ellalice Tate), Анна Пърсивал (на английски: Anna Percival), Филипа Кар (на английски: Philippa Carr). Автор е на 183 романа.

## Биография и творчество
Елинор Хибърт, с рождено име Елинор Алис Бърфорд, е родена на 1 септември 1906 г. в Канинг Таун (сега кв. „Кенсингтън“, Лондон), Англия, в семейството на Джозеф Бърфорд и Алис Луиз Тейт. Баща ѝ е бил без постоянна работа, най-често е работил на доковете. Той обаче предава любовта си към книгите на младата си дъщеря, която става запален читател от четиригодишна възраст.
Освен от книгите тя е впечатлена и от Лондон. По-късно тя пише за него: „Аз считам себе си за изключително щастлива, че съм се е родила и израснала в Лондон, един от най-интересните градове с толкова много реликви от неговата 2000-годишна история, които все още могат да се намерят по улиците. Едно от най-големите ми удоволствия е, и все още е, да проучвам Лондон.“
Поради заболяване се налага да прекъсне училище на 16 г. За да изкарва прехраната си учи в бизнес колеж стенография, машинопис и езици. В следващите години работи на различни места – като преводач в бизнес-кафе за чужденци, като сортировчик на скъпоценни камъни и перли в бижутерия и др. Най-добрата за нея работа е била да се занимава с подреждане и описване на стари книги и писане на резюмета за тях.
В началото на двайсете си години, тя се омъжва, като втора съпруга, за търговеца на кожа Джордж Пърсивал Хибърт, с който споделя любовта си към книгите и четенето. С този брак тя намира свободата да твори без притеснения за бъдещето, дори по-късно, по времето на Втората световна война, когато е привлечена да работи на непълно работно време в министерството на отбраната.
В преследване на мечтата си до 30-те години тя написва девет дълги романа по примера на любимите си писатели – сестрите Бронте, Чарлз Дикенс, Виктор Юго и Лев Толстой, които обаче не са публикувани.
Решена да успее в писателската кариера Елинор опитва да пише кратки истории за вестници като „Daily Mail“ и „Evening News“, като някои са отпечатани в „The Star“, „Woman’s Real“ и „Ladies’ Home Journal“. Литературният редактор на „Daily Mail“ оценява нейния талант и я съветва да пише романтична литература.
Елинор се вслушва в напътствията на своя издател и преди да започне да пише прочита около петдесет романтични романа. Първият и роман „Дъщерите на Анна“ излиза през 1941 г. под моминското и име, което тя използва за поредицата от нейните 32 съвременни романтични романи до 1962 г. За него тя получава едва 30 лири.
През 1945 г. Елинор Хибърт започва да публикува под псевдонима Джейн Плади исторически романи за коронованите глави на Европа. Псевдонима си тя взема от „Плади бийч“, който се намира недалеч от къщата на семейството в Корнуел след Втората световна война.
Тези исторически романи стават популярни сред широката общественост и са приветствувани от критици и историци за тяхната историческа точност, качеството на писане и внимание към детайла. Серията и за Лукреция Борджия е сред първите, които я показват героинята не като аморален отровител, а като невинна жертва на политическите игри на семейството и, тълкувание в съответствие с историческите записи, а не според популярните легенди. Под псевдонима Джейн Плади тя пише и пет исторически документални книги.
Елинор Хибърт е изключително плодотворен писател. Тя работи всеки ден от седмицата, като започва от 7.30 часа сутринта и твори по пет часа на ден достигайки до 5000 думи на ден и по два-три романа годишно. В следобедните часове тя самостоятелно отговаря на писмата на своите фенове, изпращайки хиляди отговори по целия свят. Тя разказва за себе си, че писането е станало за нея като дрога и тя не може да спре, а ако се наложи да не работи по някое време, се чувства отвратително. През зимите тя обича да прави круизи за два-три месеца и в това време също носи със себе си пишещата машина, за да продължи да пише рано сутрин.
В началото на 50-те години Елинор написва четири трилъра под псевдонима Елбър Форд, който е вариация на рожденото и име. В тях тя използва официална архивна информация по случаи за извършени убийства през 19 век.
В следващите години тя използва псевдонима Катлийн Келоу – 1952-1960 г., за осем криминални романа. Същевременно пише пет исторически романа под псевдонима Елалис Тейт – 1956-1961 г., който е вариация на името на майка ѝ.
След смъртта на съпруга си Джордж Пърсивъл през 1960 г. Елинор Хибърт води скромен живот в апартамента им в Лондон.
След като публикува един роман под псевдонима Анна Пърсивал, а по препоръка на американския си издател, от 1960 г., Елинор Хибърт започва да използва псевдонима Виктория Холт за романите си от жанра готическа романтика и готически трилър. Тези произведения на писателката също са от най-популярните сред читателите. Те са преведени на над 20 езика и в над 75 милиона екземпляра. За тях тя е наречена от критиката „кралицата на готическия съспенс“.
През 1972 г. създава последния си псевдоним Филипа Кар за серията от 19 романа „Дъщерите на Англия“, която се основава на реални исторически данни, а действието се развива от Реформацията до Втората световна война. Последният ѝ роман „Daughters of England“ е публикуван след смъртта и, и няма връзка с другите романи от поредицата.
Елинор Хибърт написва 183 книги по време на кариерата продължение на пет десетилетия. Произведенията и са издадени по целия свят в над 100 милиона екземпляра. През 1989 г. тя получава наградата „РИТА“ на Асоциацията на писателите на романси за нейното цялостно творчество.
Елинор Хибърт умира на 18 януари 1993 г. в докато пътува на любимия си круизен кораб между Гърция и Порт Саид, Египет. Погребана е в морето, а панихида за нея е отслужена на 6 март 1993 г. в англиканската църква „Св. Петър“ в Лондон.

## Произведения

### Произведения написани като Елинор Бърфорд

#### Самостоятелни романи
- Daughter of Anna (1941)
- Passionate Witness (1941)
- The Married Lover (1942)
- When the Entire World Is Young (1943)
- So the Dreams Depart (1944)
- Not in Our Stars (1945)
- Dear Chance (1947)
- Alexa, (1948)
- The House at Cupid's Cross (1949)
- Believe the Heart (1950)
- Saint or Sinner (1951)
- Bright Tomorrow (1952)
- Dear Delusion (1952)
- Leave Me My Love (1953)
- When We Are Married (1953)
- Castles in Spain (1954)
- Heart's Afire (1954)
- Two Loves in Her Life (1955)
- When Other Hearts (1955)
- Begin to Live (1956)
- Married in Haste (1956)
- To Meet a Stranger (1957)
- Blaze of Noon (1958)
- Pride in the Morning (1958)
- Red Sky at Night (1959)
- The Dawn Chorus (1959)
- Night of Stars (1960)
- Now That April's Gone (1961)
- Who's Calling? (1962)

### Произведения написани като Джейн Плади
много от романите са публикувани и под други имена

#### Самостоятелни романи
- Together They Ride (1945)
- Beyond the Blue Mountains (1948)
- The Goldsmith's Wife (1950) (The King's Mistress)
- Daughter of Satan (1952)
- Lilith (1954)
- Melisande (It Began in Vauxhall Gardens) (1955)
- The Scarlet Cloak (1957)
- Milady Charlotte (1959)
- Evergreen Gallant (1965)
- Defenders of the Faith* (1971)
- Madame du Barry* (1994)
- The King's Adventurer* (1996) (This Was a Man by Ellalice Tate)

#### Серия „Сага за Тюдорите“ (Tudor Saga)
1. Uneasy Lies the Head (1982)
2. Katharine, the Virgin Widow (1961)
3. The Shadow of the Pomegranate (1962)
4. The King's Secret Matter (1962)
5. Murder Most Royal (1949)
6. Saint Thomas' Eve (1954)
7. The Sixth Wife (1953)
8. The Thistle and the Rose (1963)
9. Mary, Queen of France (1964)
10. The Spanish Bridegroom (1954)
11. Gay Lord Robert (1955)

#### Серия „Катерина Медичи“ (Catherine De Medici)
1. Madame Serpent (1951)
2. The Italian Woman (1952) (The Unholy Woman)
3. Queen Jezebel (1953)

#### Серия „Мери Стюарт, кралица на шотландците“ (Mary Stuart, Queen of Scots)
1. Royal Road to Fotheringhay (1955) – публикувано първо под името Елинор Бърфорд
2. The Captive Queen of Scots (1963)

#### Серия „Сага за Стюардите“ (Stuart Saga)
1. The Murder in the Tower (1964)
2. The Wandering Prince (1956)
3. A Health Unto His Majesty (1956)
4. Here Lies Our Sovereign Lord (1957)
5. The Three Crowns (1965)
6. The Haunted Sisters (1966)
7. The Queen's Favourites (1966)

#### Серия „Френската революция“ (French Revolution)
1. Louis the Well Beloved (1959)
2. The Road to Compiegne (1959)
3. Flaunting, Extravagant Queen (1957)

#### Серия „Лукреция Борджия“ (Lucrezia Borgia)
1. Madonna of the Seven Hills (1958)
2. Light on Lucrezia (1958)

#### Серия „Изабела и Фердинанд“ (Isabella and Ferdinand)
1. Castile for Isabella (1960)
2. Spain for the Sovereigns (1960)
3. Daughter of Spain (1961)

#### Серия „Сага за Джордж“ (Georgian Saga)
1. The Princess of Celle (1967)
2. Queen in Waiting (1967)
3. Caroline, the Queen (1968)
4. The Prince and the Quakeress (1975)
5. The Third George (1969)
6. Perdita's Prince (1969)
7. Sweet Lass of Richmond Hill (1970)
8. Indiscretions of the Queen (1970)
9. The Regent's Daughter (1971)
10. Goddess of the Green Room (1971)
11. Victoria in the Wings (1972)

#### Серия „Кралица Виктория“ (Queen Victoria)
1. The Captive of Kensington Palace (1972)
2. The Queen and Lord M (1973)
3. The Queen's Husband (1973)
4. The Widow of Windsor (1974)

#### Серия „Норман“ (Norman)
1. The Bastard King (1974)
2. The Lion of Justice (1975)
3. The Passionate Enemies (1976)

#### Серия „Плантагенет“ (Plantagenet)
1. The Plantagenet Prelude (1976)
2. The Revolt of the Eaglets (1977)
3. The Heart of the Lion (1977)
4. The Prince of Darkness (1978)
5. The Battle of the Queens (1978)
6. The Queen from Provence (1979)
7. Edward Longshanks (1979) (The Hammer of the Scots, 2008)
8. The Follies of the King (1980)
9. The Vow on the Heron (1980)
10. Passage to Pontefract (1981)
11. The Star of Lancaster (1981)
12. Epitaph for Three Women (1981)
13. Red Rose of Anjou (1982)
14. The Sun in Splendour (1982)

#### Серия „Кралици на Англия“ (The Queens of England)
1. Myself My Enemy (1983)
2. Queen of This Realm (1984)
3. Victoria Victorious (1985)
4. The Lady in the Tower (1986)
5. The Courts of Love (1987)
6. In the Shadow of the Crown (1988)
7. The Queen's Secret (1989)
8. The Reluctant Queen (1990)
9. The Pleasures of Love (1991)
10. William's Wife (1992)
11. Rose Without a Thorn (1993)

#### Детски романи
- Meg Roper, daughter of Sir Thomas More (1961)
- The Young Elizabeth (1961)
- The Young Mary Queen of Scots (1962)

#### Документалистика – Исторически романи

##### Серия „Испанската инквизиция“ (The Spanish Inquisition)
1. The Rise of the Spanish Inquisition (1959)
2. The Growth of the Spanish Inquisition (1960)
3. The End of the Spanish Inquisition (1961)

##### Самостоятелни романи
- A Triptych of Poisoners (1970)
- Mary Queen of Scots: The Fair Devil of Scotland (1975)

### Произведения написани като Елбър Форд

#### Самостоятелни романи
- Poison in Pimlico (1950)
- The Flesh and the Devil (1950)
- Bed Disturbed (1952)
- Evil in the House* (1953)

### Произведения написани като Катлийн Келоу
някои от романите после са преиздадени под името Джейн Плади

#### Самостоятелни романи
- Danse Macabre (1952)
- Rooms at Mrs. Oliver's (1953)
- Lilith (1954)
- It Began in Vauxhall Gardens (1955)
- Call of the Blood (1956)
- Rochester, the Mad Earl (1957)
- Milady Charlotte (1959)
- The World's a Stage (1960)

### Произведения написани като Елалис Тейт
някои от романите после са преиздадени под името Джейн Плади

#### Самостоятелни романи
- Defenders of the Faith (1956)
- The Scarlet Cloak (1957)
- The Queen of Diamonds (1958)
- Madame du Barry (1959)
- This Was a Man (1961)

### Произведения написани като Анна Пърсивал

#### Самостоятелни романи
- Brides of Lanlory (1960/01)

### Произведения написани като Виктория Холт

#### Самостоятелни романи
- Mistress of Mellyn (1960)
Владетелката на замъка, изд. „Selekt-ABC” (1994), прев. Виржиния Драгиева, Райна Иванова
- Kirkland Revels (1962)
- Bride of Pendorric (1963)
- The Legend of the Seventh Virgin (1965)
- Menfreya in the Morning (1966)
- The King of the Castle (1967)
- The Queen's Confession: The Story of Marie-Antoinette (1968)
- The Shivering Sands (1969)
- The Secret Woman (1970)
- Shadow of the Lynx (1971)
- On the Night of the Seventh Moon (1972)
- The Curse of the Kings (1973)
- The House of a Thousand Lanterns (1974)
- Lord of the Far Island (1975)
- The Pride of the Peacock (1976)
- Devil on Horseback (1977)
- My Enemy, the Queen (1978)
- The Spring of the Tiger (1979)
Скокът на тигъра, изд. „Selekt-ABC” (1994), прев. Миглена Баждарова
- Mask of the Enchantress (1980)
- Judas Kiss (1981)
- The Demon Lover (1982)
Любовникът демон, изд.: „Народна култура“, София (1993), прев. Красин Химирски, Радиана Карагьозова
- The Time of the Hunter's Moon (1983)
- The Landower Legacy (1984)
- The Road to Paradise Island (1985)
- Secret for a Nightingale (1986)
- Silk Vendetta (1987)
- The India Fan (1988)
Индийското ветрило, изд. „Алекс принт“ (1993), прев. Емилия Михайлова
- The Captive (1989)
Пленницата, изд. „Алекс принт“ (1993), прев. Емилия Михайлова
- Snare of Serpents (1990)
- Daughter of Deceit (1991)
- Seven for a Secret (1992)
- The Black Opal (1993)

### Произведения написани като Филипа Кар

#### Серия „Дъщерите на Англия“ (Daughters of England)
1. Miracle At St. Bruno's (1972)
2. The Lion Triumphant (1973)
3. Witch from the Sea (1975)
4. Saraband for Two Sisters (1976)
5. Lament for a Lost Lover (1977)
6. The Love Child (1950) (първа публикация като Елинор Бъфорд)
7. The Song of the Siren (1980)
8. The Drop of the Dice (1981)
9. The Adulteress (1982)
10. Zipporah's Daughter (1983)
11. Voices in A Haunted Room (1984)
12. The Return of the Gypsy (1985)
13. Midsummer's Eve (1986)
14. The Pool of Saint Branok (1987)
15. The Changeling (1989)
16. The Black Swan (1990)
17. A Time for Silence (1991)
18. The Gossamer Cord (1992)
19. We'll Meet Again (1993)

#### Самостоятелни романи
- Daughters of England (1995)